# Häradsbygden

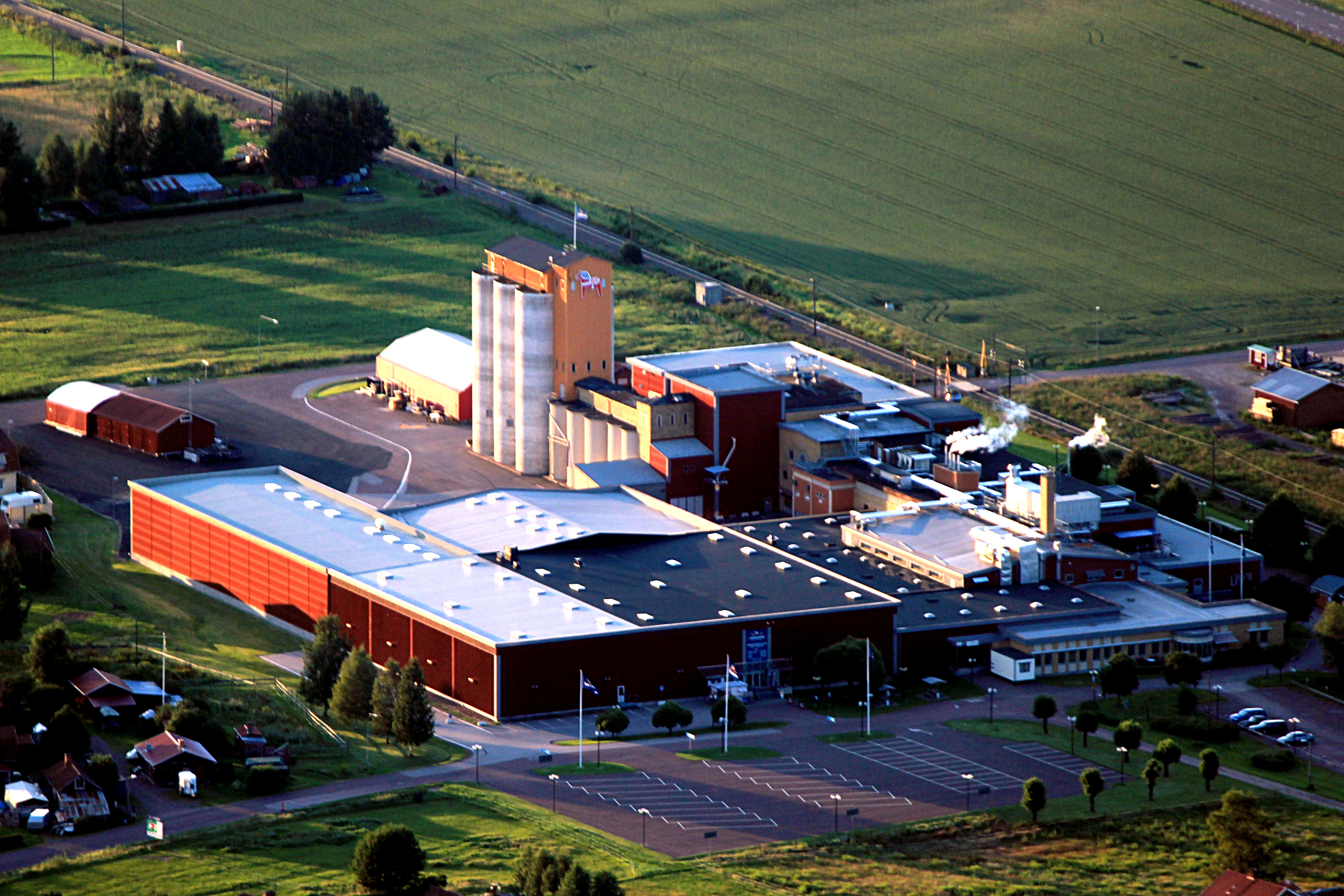
miejscowość (tätort) w Szwecji

Häradsbygden – miejscowość (tätort) w Szwecji, w regionie administracyjnym (län) Dalarna, w gminie Leksand.
Według danych Szwedzkiego Urzędu Statystycznego liczba ludności wyniosła: 696 (31 grudnia 2015), 708 (31 grudnia 2018) i 698 (31 grudnia 2019).